# Lago Sims
El lago Sims (en alemán: Simssee) es un lago situado en la región administrativa de Alta Baviera, en el estado de Baviera (Alemania), a una elevación de 407 metros; tiene un área de 650 hectáreas. 